# Robert D. Kaplan

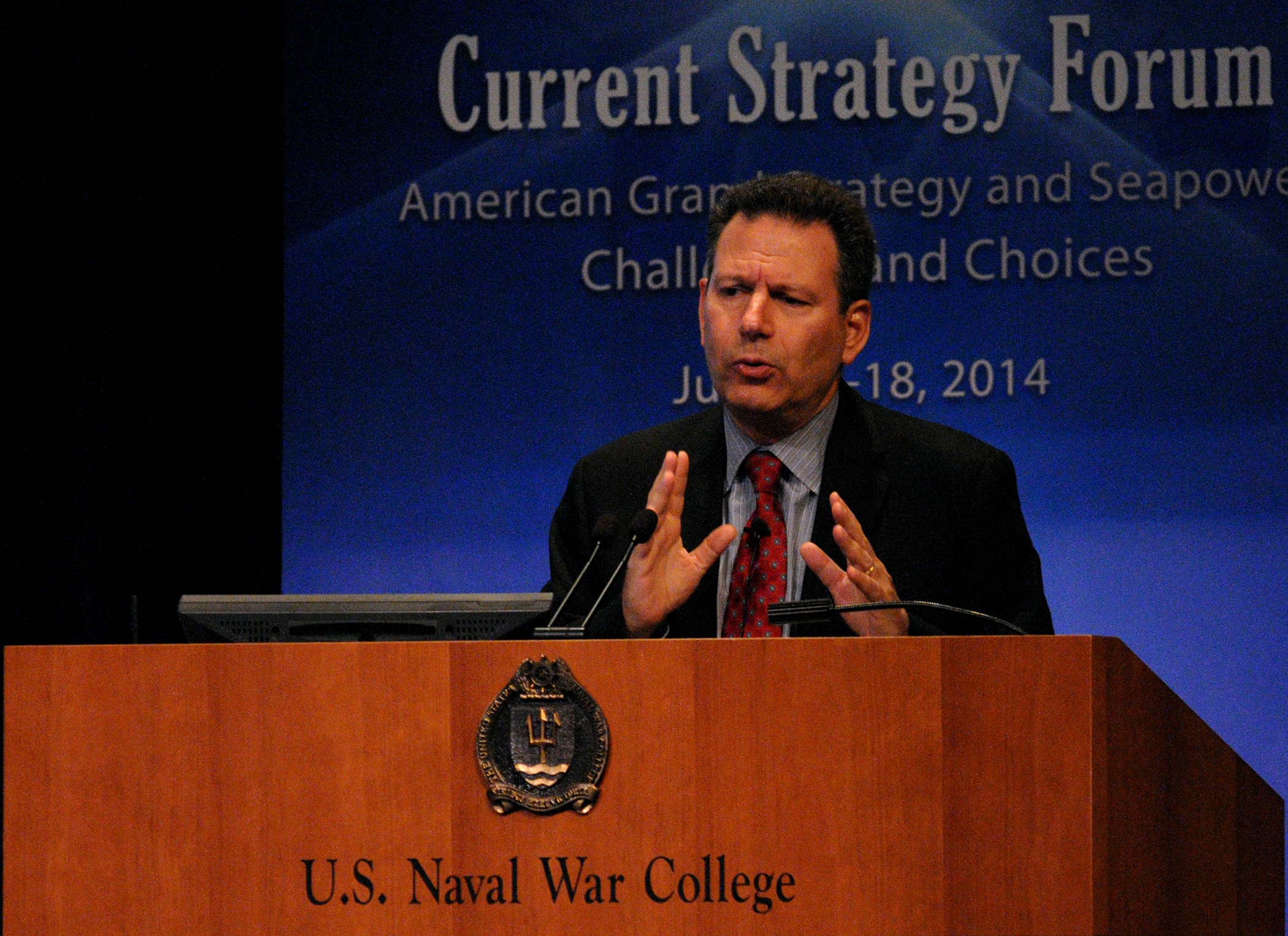
Robert D. Kaplan (2014)

Robert D. Kaplan (ur. 23 czerwca 1952 w Nowym Jorku) – amerykański dziennikarz, korespondent zagraniczny, reporter wojenny, pisarz i analityk polityczny. 

## Życiorys
Kaplan ukończył University of Connecticut (MBA). Po ukończeniu studiów pracował w kilku krajach jako korespondent zagraniczny, przez kilka lat mieszkał w Izraelu, gdzie wstąpił do izraelskiej armii. Był reporterem wojennym podczas wojny iracko-irańskiej oraz inwazji radzieckiej na Afganistan. W 2012 roku Kaplan został głównym analitykiem geopolitycznym agencji Stratfor. W latach 2009–2011 był członkiem komisji ds. obrony w gabinecie sekretarza obrony Roberta Gatesa. Od 2008 roku pracuje dla Center for a New American Security w Waszyngtonie. W latach 2006–2008 wykładał gościnnie w Akademii Marynarki Wojennej w Annapolis.
Publikował dla: The Washington Post, The New York Times, The New Republic, The National Interest, The Wall Street Journal.

## Publikacje
Autor lub współautor książek: 
- Surrender or Starve: The Wars Behind the Famine, 1988,
- Soldiers of God: With the Mujahidin in Afghanistan, 1990,
- Balkan Ghosts: A Journey Through History, 1993,
- The Arabists: The Romance of an American Elite, 1993,
- The Ends of the Earth: From Togo to Turkmenistan, from Iran to Cambodia, A Journey to the Frontiers of Anarchy, 1997,
- An Empire Wilderness: Travels into America’s Future, 1998,
- Lord Jim & Nostromo, 2000 (Introduction, Modern Library Edition)
- The Coming Anarchy: Shattering the Dreams of the Post Cold War, 2000,
- Eastward to Tartary: Travels in the Balkans, the Middle East, and the Caucasus, 2000,
- Warrior Politics: Why Leadership Demands a Pagan Ethos, 2001,
- Travelers' Tales Turkey: True Stories (Contributor), 2002,
- Taras Bulba (Introduction, Modern Library Edition), 2003,
- Mediterranean Winter: The Pleasures of History and Landscape in Tunisia, Sicily, Dalmatia, and Greece, 2004,
- Imperial Grunts: The American Military On The Ground, 2005.
- Hog Pilots, Blue Water Grunts: The American Military in the Air, at Sea, and on the Ground, 2007
- Monsoon: The Indian Ocean and The Future of American Power, 2010
- The Revenge of Geography: What the Map Tells Us About Coming Conflicts and the Battle Against Fate, 2012
- In Europe's Shadow: Two Cold Wars and a Thirty-Year Journey Through Romania and Beyond, 2016
- The Return of Marco Polo's World: War, Strategy, and American Interests in the Twenty-First Century, 2018
- The Tragic Mind: Fear, Fate, and the Burden of Power, 2023

## Przekłady w języku polskim
- Polityka wojowników. Dlaczego przywództwo potrzebuje pogańskich wartości, Warszawa: Wydawnictwo Sprawy Polityczne 2009.
- Śródziemnomorska Zima. Uroki Historii i Krajobrazu Tunezji Sycylii Dalmacji oraz Peloponezu, tł. Marek Grzanka, Warszawa: Wydawnictwo Sprawy Polityczne 2009, ISBN 978-83-929317-0-6
- Bałkańskie upiory. Podróż przez historię, przeł. Janusz Ruszkowski, Wołowiec: Wydawnictwo Czarne 2010, seria Sulina, ISBN 978-83-7536-166-7
- Na wschód do Tatarii. Podróże po Bałkanach, Bliskim Wschodzie i Kaukazie, Wołowiec: Wydawnictwo Czarne 2010, seria Sulina
- Przyjdzie monsun i wyrówna : pole bitwy - Ocean Indyjski, rozm. przepr. Gerhard Spörl, „Forum” 21 XII 2011, nr 51/52, s. 6-10.
- To będzie wiek USA: mocarstwo w nowej roli, „Forum”, 2011, nr 21, s. 10-13.
- Monsun. Ocean Indyjski i przyszłość amerykańskiej dominacji, przeł. Janusz Ruszkowski, Wołowiec: Wydawnictwo Czarne 2012, seria mikrokosmos/makrokosmos: literatura faktu, ISBN 978-83-7536-360-9
- Imperium waszyngtońskie, tł. T.K., „Rzeczpospolita” 2012, nr 274, s. A11.
- Mapa świata bez superpotęg: papierowe podróże, rozm. przepr. Paweł Marczewski, „Tygodnik Powszechny” 2012, nr 28, dodatek „Książki w Tygodniku” 6 VII 2012, s. 8-9.
- Waszyngton kontra Tel Awiw, tł. TK, „Rzeczpospolita” 6 XII 2012, nr 285, s. A13.
- Wszyscy ludzie prezydenta, „Rzeczpospolita”, 2013, nr 9, s. A15.
- Europa Józefa Piłsudskiego, tł. i oprac. Hanna Shen, „Niezależna Gazeta Polska Nowe Państwo” 2014, nr 8, s. 10-12.
- Wielka Polska patrzy na Pacyfik, „Gazeta Wyborcza” 4-5 VII 2015, nr 154, s. 15.
- W cieniu Europy, tł. Robert Pucek, Wołowiec: Wydawnictwo Czarne 2017, seria Sulina, ISBN 978-83-8049-446-6
- Tragizm polityki naszych czasów: strach, fatum i brzemię władzy, tł. Michał Głatki, Warszawa 2023